# یواس‌اس هرست (اس‌پی-۳۱۹۶)
یواس‌اس هرست (اس‌پی-۳۱۹۶) (به انگلیسی: USS Hurst (SP-3196)) یک کشتی بود که طول آن ۶۲ فوت ۷ اینچ (۱۹٫۰۸ متر) بود. این کشتی در سال ۱۹۱۸ ساخته شد.